# Aleksej Mirančuk
Aleksej Andreevič Mirančuk (in russo Алексей Андреевич Миранчук?; traslitterazione anglosassone: Aleksej Andreyevich Miranchuk; Slavjansk-na-Kubani, 17 ottobre 1995) è un calciatore russo, centrocampista o attaccante dell'Atlanta United e della nazionale russa.

## Biografia
In Russia lo hanno soprannominato “il gemello destro” (in russo правый близнец?, traslitterazione anglosassone: pravyy bliznets) perché ha giocato per 10 anni nel Lokomotiv Mosca insieme al fratello gemello Anton, da cui si distingue per pochissimi dettagli.

## Caratteristiche tecniche
Trequartista, ala destra o falso nove di piede mancino, è un giocatore dotato di ottima tecnica e visione di gioco, qualità che gli consentono di essere un buon uomo assist, tiratore da fuori area di rigore e battitore di calci piazzati.

## Carriera

### Club

#### Gli inizi alla Lokomotiv Mosca
All'età di 17 anni, Miranchuk fece il suo debutto nella Prem'er-Liga giocando per la Lokomotiv Mosca da titolare, nella gara del 20 aprile 2013, finita poi 0-0, in casa del Kuban. Il 5 maggio 2013 segna di testa da un passaggio di Maicon nel primo tempo il suo primo gol da professionista e fornisce un assist per Renat Janbaev nella ripresa, nella partita vinta dalla Lokomotiv Mosca per 2-4 in casa dell'Amkar Perm'. In sette stagioni con la squadra moscovita totalizza 228 presenze e 43 gol.

#### Atalanta e Torino
Il 4 settembre 2020 l'Atalanta comunica l'ingaggio del giocatore a titolo definitivo per 14,5 milioni di euro più una percentuale su una futura rivendita. Il 21 ottobre seguente debutta con i bergamaschi nella sfida di UEFA Champions League contro il Midtjylland, rimpiazzando Zapata a dieci minuti dalla fine della partita e andando in gol nove minuti dopo. Debutta in Serie A l'8 novembre in casa contro l'Inter segnando il gol del definitivo 1-1; tra l'altro l'ultimo russo ad avere segnato in Serie A prima di lui è stato Viktor Budjanskij nel maggio 2007. Il 14 gennaio 2021 va a segno anche al debutto in Coppa Italia nel successo per 3-1 contro il Cagliari. In quest'ultima competizione è andato nuovamente in rete segnando il gol del definitivo 3-2 contro la Lazio ai quarti qualificando gli orobici al turno successivo. Nel corso della sua prima stagione a Bergamo realizza 7 gol tra campionato e coppe, fungendo da riserva dei bergamaschi per via della concorrenza nel suo ruolo.
Dopo non avere trovato continuità in 2 stagioni a Bergamo, l'11 agosto 2022 viene ceduto in prestito al Torino.
Con i granata debutta subito titolare due giorni dopo, nella prima partita del campionato 2022-2023, giocata in trasferta contro il Monza, dove riesce subito a trovare la rete, il quale diventerà il primo gol dei torinesi in questo campionato.
Chiusa la stagione in granata con 4 gol all'attivo, torna all'Atalanta, dove torna a segnare il 18 dicembre 2023, nella vittoria interna contro la Salernitana, con la rete finale del successo definitivo per 4-1. Nella stessa annata, contribuisce alla vittoria dell'Europa League da parte degli orobici, arrivata in seguito al successo in finale sul Bayer Leverkusen, che ha rappresentato il primo trofeo europeo nella storia del club. Lascia la squadra nerazzurra dopo 98 presenze complessive.

#### Atlanta Utd
Il 30 luglio 2024 viene ceduto a titolo definitivo all'Atlanta United, squadra della MLS, sottoscrivendo un contratto fino al 31 dicembre 2027 con opzione di rinnovo fino al 2028.

### Nazionale
Il 7 giugno 2015 debutta in amichevole nel 4-2 contro la Bielorussia, segnando anche un gol. Viene convocato per la Confederations Cup 2017 e per i Mondiali 2018 (entrambe le competizioni sono state giocate in Russia), fungendo da riserva in ambedue le rassegne.
Nel 2021 viene convocato per gli europei, competizione in cui realizza il gol decisivo nel successo ai gironi contro la Finlandia.

## Statistiche

### Presenze e reti nei club
Statistiche aggiornate al 27 luglio 2025.
| Stagione               | Squadra                | Campionato             | Campionato | Campionato | Coppe nazionali | Coppe nazionali | Coppe nazionali | Coppe europee | Coppe europee | Coppe europee | Altre coppe | Altre coppe | Altre coppe | Totale | Totale |
| Stagione               | Squadra                | Comp                   | Pres       | Reti       | Comp            | Pres            | Reti            | Comp          | Pres          | Reti          | Comp        | Pres        | Reti        | Pres   | Reti   |
| ---------------------- | ---------------------- | ---------------------- | ---------- | ---------- | --------------- | --------------- | --------------- | ------------- | ------------- | ------------- | ----------- | ----------- | ----------- | ------ | ------ |
| 2012-2013              | Lokomotiv Mosca        | PL                     | 6          | 1          | KR              | -               | -               | -             | -             | -             | -           | -           | -           | 6      | 1      |
| 2013-2014              | Lokomotiv Mosca        | PL                     | 8          | 1          | KR              | 1               | 0               | -             | -             | -             | -           | -           | -           | 9      | 1      |
| 2014-2015              | Lokomotiv Mosca        | PL                     | 17         | 1          | KR              | 3               | 1               | UEL           | 1             | 0             | -           | -           | -           | 21     | 2      |
| 2015-2016              | Lokomotiv Mosca        | PL                     | 27         | 2          | KR              | 2               | 0               | UEL           | 6             | 1             | SR          | 1           | 0           | 36     | 3      |
| 2016-2017              | Lokomotiv Mosca        | PL                     | 29         | 3          | KR              | 5               | 2               | -             | -             | -             | -           | -           | -           | 34     | 5      |
| 2017-2018              | Lokomotiv Mosca        | PL                     | 30         | 7          | KR              | 1               | 0               | UEL           | 9             | 1             | SR          | 1           | 0           | 41     | 8      |
| 2018-2019              | Lokomotiv Mosca        | PL                     | 30         | 3          | KR              | 7               | 2               | UCL           | 6             | 0             | SR          | 1           | 0           | 44     | 5      |
| 2019-2020              | Lokomotiv Mosca        | PL                     | 27         | 12         | KR              | 0               | 0               | UCL           | 4             | 2             | SR          | 1           | 2           | 32     | 16     |
| ago.-set. 2020         | Lokomotiv Mosca        | PL                     | 4          | 2          | KR              | -               | -               | -             | -             | -             | SR          | 1           | 0           | 5      | 2      |
| Totale Lokomotiv Mosca | Totale Lokomotiv Mosca | Totale Lokomotiv Mosca | 178        | 32         |                 | 19              | 5               |               | 26            | 4             |             | 5           | 2           | 228    | 43     |
| 2020-2021              | Atalanta               | A                      | 25         | 4          | CI              | 3               | 2               | UCL           | 3             | 1             | -           | -           | -           | 31     | 7      |
| 2021-2022              | Atalanta               | A                      | 19         | 2          | CI              | 1               | 0               | UCL+UEL       | 2+3           | 0             | -           | -           | -           | 25     | 2      |
| 2022-2023              | Torino                 | A                      | 29         | 4          | CI              | 2               | 0               | -             | -             | -             | -           | -           | -           | 31     | 4      |
| 2023-2024              | Atalanta               | A                      | 27         | 3          | CI              | 5               | 1               | UEL           | 10            | 0             | -           | -           | -           | 42     | 4      |
| Totale Atalanta        | Totale Atalanta        | Totale Atalanta        | 71         | 9          |                 | 9               | 3               |               | 18            | 1             |             | -           | -           | 98     | 13     |
| lug.-dic. 2024         | Atlanta United         | MLS                    | 9+5        | 3+0        | USOC            | 0               | 0               | -             | -             | -             | -           | -           | -           | 14     | 3      |
| 2025                   | Atlanta United         | MLS                    | 24         | 4          | USOC            | 0               | 0               | -             | -             | -             | LC          | -           | -           | 24     | 4      |
| Totale Atlanta United  | Totale Atlanta United  | Totale Atlanta United  | 33+5       | 7+0        |                 | -               | -               |               | -             | -             |             | -           | -           | 38     | 7      |
| Totale carriera        | Totale carriera        | Totale carriera        | 316        | 52         |                 | 30              | 8               |               | 44            | 5             |             | 5           | 2           | 395    | 67     |

### Cronologia presenze e reti in nazionale
| Cronologia completa delle presenze e delle reti in nazionale ― Russia | Cronologia completa delle presenze e delle reti in nazionale ― Russia | Cronologia completa delle presenze e delle reti in nazionale ― Russia | Cronologia completa delle presenze e delle reti in nazionale ― Russia | Cronologia completa delle presenze e delle reti in nazionale ― Russia | Cronologia completa delle presenze e delle reti in nazionale ― Russia | Cronologia completa delle presenze e delle reti in nazionale ― Russia | Cronologia completa delle presenze e delle reti in nazionale ― Russia |
| Data                                                                  | Città                                                                 | In casa                                                               | Risultato                                                             | Ospiti                                                                | Competizione                                                          | Reti                                                                  | Note                                                                  |
| --------------------------------------------------------------------- | --------------------------------------------------------------------- | --------------------------------------------------------------------- | --------------------------------------------------------------------- | --------------------------------------------------------------------- | --------------------------------------------------------------------- | --------------------------------------------------------------------- | --------------------------------------------------------------------- |
| 7-6-2015                                                              | Chimki                                                                | Russia                                                                | 4 – 2                                                                 | Bielorussia                                                           | Amichevole                                                            | 1                                                                     | 71’                                                                   |
| 14-6-2015                                                             | Mosca                                                                 | Russia                                                                | 0 – 1                                                                 | Austria                                                               | Qual. Euro 2016                                                       | -                                                                     | 46’                                                                   |
| 31-8-2016                                                             | Adalia                                                                | Turchia                                                               | 0 – 0                                                                 | Russia                                                                | Amichevole                                                            | -                                                                     | 55’                                                                   |
| 6-9-2016                                                              | Mosca                                                                 | Russia                                                                | 1 – 0                                                                 | Ghana                                                                 | Amichevole                                                            | -                                                                     | 58’                                                                   |
| 15-11-2016                                                            | Groznyj                                                               | Russia                                                                | 1 – 0                                                                 | Romania                                                               | Amichevole                                                            | -                                                                     | 61’                                                                   |
| 24-3-2017                                                             | Krasnodar                                                             | Russia                                                                | 0 – 2                                                                 | Costa d'Avorio                                                        | Amichevole                                                            | -                                                                     | 80’                                                                   |
| 28-3-2017                                                             | Soči                                                                  | Russia                                                                | 3 – 3                                                                 | Belgio                                                                | Amichevole                                                            | 1                                                                     | 72’                                                                   |
| 5-6-2017                                                              | Budapest                                                              | Ungheria                                                              | 0 – 3                                                                 | Russia                                                                | Amichevole                                                            | -                                                                     |                                                                       |
| 9-6-2017                                                              | Mosca                                                                 | Russia                                                                | 1 – 1                                                                 | Cile                                                                  | Amichevole                                                            | -                                                                     |                                                                       |
| 17-6-2017                                                             | San Pietroburgo                                                       | Russia                                                                | 2 – 0                                                                 | Nuova Zelanda                                                         | Conf. Cup 2017 - 1º turno                                             | -                                                                     | 90’                                                                   |
| 7-10-2017                                                             | Mosca                                                                 | Russia                                                                | 4 – 2                                                                 | Corea del Sud                                                         | Amichevole                                                            | 1                                                                     | 74’                                                                   |
| 10-10-2017                                                            | Kazan'                                                                | Russia                                                                | 1 – 1                                                                 | Iran                                                                  | Amichevole                                                            | -                                                                     | 56’                                                                   |
| 11-11-2017                                                            | Mosca                                                                 | Russia                                                                | 0 – 1                                                                 | Argentina                                                             | Amichevole                                                            | -                                                                     | 82’                                                                   |
| 14-11-2017                                                            | San Pietroburgo                                                       | Russia                                                                | 3 – 3                                                                 | Spagna                                                                | Amichevole                                                            | 1                                                                     | 67’                                                                   |
| 23-3-2018                                                             | Mosca                                                                 | Russia                                                                | 0 – 3                                                                 | Brasile                                                               | Amichevole                                                            | -                                                                     | 55’                                                                   |
| 27-3-2018                                                             | San Pietroburgo                                                       | Russia                                                                | 1 – 3                                                                 | Francia                                                               | Amichevole                                                            | -                                                                     | 67’                                                                   |
| 30-5-2018                                                             | Innsbruck                                                             | Austria                                                               | 1 – 0                                                                 | Russia                                                                | Amichevole                                                            | -                                                                     | 76’                                                                   |
| 5-6-2018                                                              | Mosca                                                                 | Russia                                                                | 1 – 1                                                                 | Turchia                                                               | Amichevole                                                            | -                                                                     | 61’                                                                   |
| 25-6-2018                                                             | Samara                                                                | Uruguay                                                               | 3 – 0                                                                 | Russia                                                                | Mondiali 2018 - 1º turno                                              | -                                                                     | 60’                                                                   |
| 15-11-2018                                                            | Lipsia                                                                | Germania                                                              | 3 – 0                                                                 | Russia                                                                | Amichevole                                                            | -                                                                     | 61’                                                                   |
| 24-3-2019                                                             | Astana                                                                | Kazakistan                                                            | 0 – 4                                                                 | Russia                                                                | Qual. Euro 2020                                                       | -                                                                     | 72’                                                                   |
| 8-6-2019                                                              | Saransk                                                               | Russia                                                                | 9 – 0                                                                 | San Marino                                                            | Qual. Euro 2020                                                       | -                                                                     | 61’                                                                   |
| 11-6-2019                                                             | Nižnij Novgorod                                                       | Russia                                                                | 1 – 0                                                                 | Cipro                                                                 | Qual. Euro 2020                                                       | -                                                                     | 64’                                                                   |
| 16-11-2019                                                            | San Pietroburgo                                                       | Russia                                                                | 1 – 4                                                                 | Belgio                                                                | Qual. Euro 2020                                                       | -                                                                     |                                                                       |
| 19-11-2019                                                            | Serravalle                                                            | San Marino                                                            | 0 – 5                                                                 | Russia                                                                | Qual. Euro 2020                                                       | 1                                                                     | 65’                                                                   |
| 12-11-2020                                                            | Chișinău                                                              | Moldavia                                                              | 0 – 0                                                                 | Russia                                                                | Amichevole                                                            | -                                                                     | 67’                                                                   |
| 15-11-2020                                                            | Istanbul                                                              | Turchia                                                               | 3 – 2                                                                 | Russia                                                                | UEFA Nations League 2020-2021 - 1º turno                              | -                                                                     | 79’                                                                   |
| 18-11-2020                                                            | Belgrado                                                              | Serbia                                                                | 5 – 0                                                                 | Russia                                                                | UEFA Nations League 2020-2021 - 1º turno                              | -                                                                     | 46’                                                                   |
| 24-3-2021                                                             | Ta' Qali                                                              | Malta                                                                 | 1 – 3                                                                 | Russia                                                                | Qual. Mondiali 2022                                                   | -                                                                     | 57’                                                                   |
| 27-3-2021                                                             | Soči                                                                  | Russia                                                                | 2 – 1                                                                 | Slovenia                                                              | Qual. Mondiali 2022                                                   | -                                                                     | 49’ 77’                                                               |
| 30-3-2021                                                             | Trnava                                                                | Slovacchia                                                            | 2 – 1                                                                 | Russia                                                                | Qual. Mondiali 2022                                                   | -                                                                     | 65’                                                                   |
| 1-6-2021                                                              | Breslavia                                                             | Polonia                                                               | 1 – 1                                                                 | Russia                                                                | Amichevole                                                            | -                                                                     | 63’                                                                   |
| 5-6-2021                                                              | Mosca                                                                 | Russia                                                                | 1 – 0                                                                 | Bulgaria                                                              | Amichevole                                                            | -                                                                     | 78’                                                                   |
| 12-6-2021                                                             | San Pietroburgo                                                       | Belgio                                                                | 3 – 0                                                                 | Russia                                                                | Euro 2020 - 1º turno                                                  | -                                                                     | 63’                                                                   |
| 16-6-2021                                                             | San Pietroburgo                                                       | Finlandia                                                             | 0 – 1                                                                 | Russia                                                                | Euro 2020 - 1º turno                                                  | 1                                                                     | 85’                                                                   |
| 21-6-2021                                                             | Copenaghen                                                            | Russia                                                                | 1 – 4                                                                 | Danimarca                                                             | Euro 2020 - 1º turno                                                  | -                                                                     | 61’                                                                   |
| 1-9-2021                                                              | Mosca                                                                 | Russia                                                                | 0 – 0                                                                 | Croazia                                                               | Qual. Mondiali 2022                                                   | -                                                                     | 46’                                                                   |
| 4-9-2021                                                              | Nicosia                                                               | Cipro                                                                 | 0 – 2                                                                 | Russia                                                                | Qual. Mondiali 2022                                                   | -                                                                     | 64’                                                                   |
| 7-9-2021                                                              | Mosca                                                                 | Russia                                                                | 2 – 0                                                                 | Malta                                                                 | Qual. Mondiali 2022                                                   | -                                                                     | 50’ 58’                                                               |
| 11-10-2021                                                            | Maribor                                                               | Slovenia                                                              | 1 – 2                                                                 | Russia                                                                | Qual. Mondiali 2022                                                   | -                                                                     | 78’                                                                   |
| 11-11-2021                                                            | San Pietroburgo                                                       | Russia                                                                | 6 – 0                                                                 | Cipro                                                                 | Qual. Mondiali 2022                                                   | -                                                                     |                                                                       |
| 12-10-2023                                                            | Mosca                                                                 | Russia                                                                | 1 – 0                                                                 | Camerun                                                               | Amichevole                                                            | -                                                                     | 65’                                                                   |
| 16-10-2023                                                            | Aksu                                                                  | Russia                                                                | 2 – 2                                                                 | Kenya                                                                 | Amichevole                                                            | -                                                                     | 84’                                                                   |
| 21-3-2024                                                             | Mosca                                                                 | Russia                                                                | 4 – 0                                                                 | Serbia                                                                | Amichevole                                                            | 1                                                                     | 46’                                                                   |
| 7-6-2024                                                              | Minsk                                                                 | Bielorussia                                                           | 0 – 4                                                                 | Russia                                                                | Amichevole                                                            | -                                                                     | cap. 72’                                                              |
| 19-11-2024                                                            | Volgograd                                                             | Russia                                                                | 4 – 0                                                                 | Siria                                                                 | Amichevole                                                            | 1                                                                     | cap. 75’                                                              |
| 25-3-2025                                                             | Mosca                                                                 | Russia                                                                | 5 – 0                                                                 | Zambia                                                                | Amichevole                                                            | -                                                                     | cap.                                                                  |
| Totale                                                                |                                                                       | Presenze                                                              | 47                                                                    |                                                                       | Reti                                                                  | 8                                                                     |                                                                       |

## Palmarès

### Club

#### Competizioni nazionali
- Coppa di Russia: 3

Lokomotiv Mosca: 2014-2015, 2016-2017, 2018-2019
- Campionato russo: 1

Lokomotiv Mosca: 2017-2018
- Supercoppa di Russia: 1

Lokomotiv Mosca: 2019

#### Competizioni internazionali
- UEFA Europa League: 1

Atalanta: 2023-2024